# 埃米迪奥·卡维焦利
埃米迪奥·卡维焦利（義大利語：Emidio Cavigioli，1925年7月3日—2015年2月23日），意大利前男子足球运动员，场上位置是前锋。他曾代表意大利国奥队参加1948年夏季奥林匹克运动会足球比赛。